# Kepler-60b
Kepler-60b es uno de los tres planetas extrasolares que orbitan la estrella Kepler-60. Fue descubierta por el método de tránsito astronómico en el año 2012.